# Endospermum quadriloculare
Endospermum quadriloculare är en törelväxtart som beskrevs av Ferdinand Albin Pax och Käthe Hoffmann. Endospermum quadriloculare ingår i släktet Endospermum och familjen törelväxter. Inga underarter finns listade i Catalogue of Life.